# Jon Gries
Jonathan Francis Gries (n. 17 iunie 1957, Glendale, California, SUA) este un actor, scriitor și regizor american. Acesta apare în genericul filmelor și sub numele Jon Francis și Jonathan Gries. A ajuns cunoscut datorită rolului unchiului Rico în filmul Napoleon Dynamite, rol pentru care a obținut o nominalizare la Independent Spirit Awards pentru cel mai bun actor în rol secundar⁠(d), precum și rolurilor din Lost: Naufragiații și Seinfeld. Acesta a apărut și în serialul Martin⁠(d), Pretender - Omul cu o mie de fețe⁠(d), Monster Squad, Morți de frică⁠(d), Un geniu autentic⁠(d), Dream Corp LLC⁠(d) și The White Lotus⁠(d).

## Cariera
Gries s-a născut în Glendale, California, fiul lui Mary Eleanor Munday, o actriță, și al lui Thomas Stephen Gries⁠(d), un scriitor, regizor și producător.  A obținut primul său rol la vârsta de 11 ani, interpretându-l Horace în filmul  Will Penny⁠(d), scris și regizat de tatăl său. O parte din filmele în care a apărut au devenit între timp filme cult. A jucat rolul lui Lazlo Hollyfeld în Un geniu autentic (1985), Azzolini în Rainbow Drive, Shawn McDermott în serialul  Martin (1992-1994), Ronnie Wingate în Un mafiot la Hollywood⁠(d) (1995), Harvey în Bun venit în junglă și unchiul Rico în Napoleon Dynamite ( 2004). Gries a jucat rolul unui vârcolac în Noaptea fricii 2 și Monster Squad. În filmul istoric September Dawn⁠(d), a obținut rolul criminalului John D. Lee⁠(d), interpretarea sa fiind lăudată de critici. A primit roluri în Taken (2008), Taken 2 (2012) și Taken 3 (2014), TerrorVision (1986). A realizat dublajul pentru jocul video Hitman: Absolution.
Printre rolurile sale în televiziune se numără cel din sezonul 2 al serialului de succes 24 de ore și Pretender - omul cu o mie de fețe. A apărut în episodul „Sleepless⁠(d)” al serialului Dosarele X. A interpretat rolul unui traficant de droguri în sezonul 5 al Beverly Hills, 90210 și a avut un rol episodic în LOST: Naufragiații. L-a interpretat pe Shawn în primele două sezoane ale serialului Martin. A avut două apariții în Capcana timpului: în rolul unui parior în episodul „The Right Hand of God” și în rolul unui membru al unei formații muzicale în episodul „Glitter Rock”. De asemenea, l-a interpretat pe cerșetorul Rusty în două episoade ale serialului Seinfeld: în „The Beard⁠(d)”, Elaine îi smulge peruca lui George și o aruncă pe fereastră, iar Rusty o găsește și o poartă, respectiv în „The Bookstore⁠(d)”, unde Kramer și Newman pornesc o afacere cu ricșe trase de oameni fără adăpost, însă la prima cursă, Rusty o fură. În 2007, a obținut un rol în Around June. În 2008, a apărut în episodul „The Box⁠(d)” al serialului CSI: New York - Criminaliștii⁠(d). În 2010, a apărut în filmul A True Story. Based on Things That Never Actually Happened. ...And Some That Did și într-un episod al serialului Nikita⁠(d). De asemenea, l-a interpretat pe Martin în Supernatural în episoadele „Sam, Interrupted” (2010), „Hello, Cruel World” (2011) și „Citizen Fang” (2012). Gries l-a jucat pe Strabinsky în serialul  Psych în episodul „One, Maybe Two, Ways Out” (2010).

## Filmografie

### Filme
| An   | Titlu                            | Rol                                | Note                     |
| ---- | -------------------------------- | ---------------------------------- | ------------------------ |
| 1968 | Will Penny                       | Horace (Button)                    | Cu numele Jon Francis    |
| 1976 | Born of Water                    | Friend                             | Cu numele Jonathan Gries |
| 1976 | Helter Skelter                   | William Garretson                  | Cu numele Jonathan Gries |
| 1977 | The Chicken Chronicles           | Tom                                | Cu numele Jonathan Gries |
| 1979 | Sunnyside                        | Wild Child                         | Cu numele Jonathan Gries |
| 1979 | More American Graffiti           | Ron                                | Cu numele Jonathan Gries |
| 1979 | Swap Meet                        | Doug                               |                          |
| 1983 | Joysticks                        | King Vidiot                        | Cu numele Jonathan Gries |
| 1985 | Real Genius                      | Lazlo Hollyfeld                    | Cu numele Jonathan Gries |
| 1986 | TerrorVision                     | O.D.                               | Cu numele Jonathan Gries |
| 1986 | Running Scared                   | Det. Tony Montoya                  | Cu numele Jonathan Gries |
| 1987 | Number One with a Bullet         | Bobby Sweet                        | Cu numele Jonathan Gries |
| 1987 | The Monster Squad                | Desperate Man/Wolfman              | Cu numele Jonathan Gries |
| 1987 | Che's Revenge                    | Jack                               | Scurtmetraj              |
| 1988 | Fright Night Part 2              | Louie                              | Cu numele Jonathan Gries |
| 1989 | Kill Me Again                    | Alan Swayzie                       | Cu numele Jonathan Gries |
| 1989 | Pucker Up and Bark Like a Dog    | Max                                | Cu numele Jonathan Gries |
| 1990 | The Grifters                     | Drunk's Friend                     | Cu numele Jonathan Gries |
| 1993 | Ed and His Dead Mother           | Rob Sundheimer                     |                          |
| 1995 | Get Shorty                       | Ronnie Wingate                     |                          |
| 1997 | Casualties                       | Bill Summers                       |                          |
| 1997 | Men in Black                     | Van Driver                         |                          |
| 1997 | The Maze                         | Dr. Holmes                         |                          |
| 1997 | Mitzi & Joe                      | Joe                                |                          |
| 1999 | Twin Falls Idaho                 | Lawyer Jay Harrison                |                          |
| 2001 | The Beatnicks                    | B Cool                             |                          |
| 2001 | Jackpot                          | Sunny Holiday / Glen Allen Johnson |                          |
| 2003 | Northfork                        | Arnold                             |                          |
| 2003 | The Big Empty                    | Elron                              |                          |
| 2003 | The Snow Walker                  | Pierce                             |                          |
| 2003 | The Rundown                      | Harvey                             |                          |
| 2004 | Napoleon Dynamite                | Uncle Rico                         |                          |
| 2005 | Confessions of an Action Star    | Donald Buckheim                    |                          |
| 2005 | Waterborne                       | Ritter                             |                          |
| 2005 | Last Best Chance                 | Bernard Wheeler                    | Video                    |
| 2006 | The Sasquatch Gang               | Chilcutt                           |                          |
| 2006 | Stick It                         | Brice Graham                       |                          |
| 2006 | The Astronaut Farmer             | FBI Agent Killbourne               |                          |
| 2006 | Car Babes                        | Gary                               |                          |
| 2007 | American Pastime                 | Ed Tully                           |                          |
| 2007 | Bicentennial Curious             | Mick Jones                         | Scurtmetraj              |
| 2007 | Fathom                           |                                    | Scurtmetraj              |
| 2007 | September Dawn                   | John D. Lee                        |                          |
| 2007 | The Comebacks                    | Barber                             |                          |
| 2007 | Frank                            | Colin York                         |                          |
| 2008 | Taken                            | Casey                              |                          |
| 2008 | Bar Starz                        | Ricky Fabulous                     |                          |
| 2008 | South of Heaven                  | Hood #1                            |                          |
| 2008 | So Long Jimmy                    | Levi Franklin                      |                          |
| 2008 | Around June                      | Murry                              |                          |
| 2009 | Elsewhere                        | Mr. Tod                            |                          |
| 2009 | The Smell of Success             | Early Dunchamp                     |                          |
| 2009 | A Lone Star State                | Wyatt Kinney                       | Scurtmetraj              |
| 2010 | Crazy on the Outside             | Edgar                              |                          |
| 2010 | Good Intentions                  | Sherriff Ernie                     |                          |
| 2010 | Pearblossom                      | Harry                              | Scurtmetraj              |
| 2011 | Natural Selection                | Peter                              |                          |
| 2011 | Not Quite College                | Tone Cash                          |                          |
| 2011 | 5 Time Champion                  | Melvin Glee                        |                          |
| 2011 | Redemption: For Robbing the Dead | Tom Sutter                         |                          |
| 2012 | Deep in the Heart                | Dick Wallrath                      |                          |
| 2012 | Unicorn City                     | Shadowhawk                         |                          |
| 2012 | Noobz                            | Greg Lipstein                      |                          |
| 2012 | Taken 2                          | Casey                              |                          |
| 2012 | Byron's Theme                    | Butcher                            | Scurtmetraj              |
| 2013 | Bad Turn Worse                   | Sheriff Shep                       |                          |
| 2013 | A True Story                     | Richard Simpkins                   |                          |
| 2013 | Skinwalker Ranch                 | Hoyt                               |                          |
| 2014 | Eternity: The Movie              | Barry Goldfield, Jr.               |                          |
| 2014 | Faults                           | Terry                              |                          |
| 2014 | Locker 13                        | Archie                             | Segmentul Title Story    |
| 2014 | After We Rest                    | Mr. Norman                         | Scurtmetraj              |
| 2014 | The Last Survivors               | Carson                             |                          |
| 2014 | Brothers                         | Ronnie                             | Scurtmetraj              |
| 2014 | Taken 3                          | Casey                              |                          |
| 2015 | Pass the Light                   | Franklin                           |                          |
| 2015 | Endgame                          | Principal Thomas                   |                          |
| 2015 | A Country Called Home            | Tyler                              |                          |
| 2015 | Mucho Dinero                     | Jon Waters                         |                          |
| 2016 | Durant's Never Closes            | Dizzy Dean                         |                          |
| 2016 | The Axe Murders of Villisca      | Greg                               |                          |
| 2016 | Falsely Accused                  | Gus                                |                          |
| 2016 | The Knife Thrower                | Circus Manager                     |                          |
| 2016 | Operation Chromite               | Hoyt Vandenberg                    |                          |
| 2017 | All About the Money              | Jon Waters                         |                          |
| 2017 | Americons                        | Billy                              |                          |
| 2018 | Glass Jaw [1]                    | Sam Austin                         |                          |

### Seriale
| An           | Titlu                                   | Rol                                      | Note                                                 |
| ------------ | --------------------------------------- | ---------------------------------------- | ---------------------------------------------------- |
| 1976         | Helter Skelter                          | William Garretson                        | Film de televiziune                                  |
| 1977         | Alexander: The Other Side of Dawn       | Uncredited                               | Film de televiziune                                  |
| 1977         | Mulligan's Stew                         | Adams                                    | Episodul: "Melinda Special"                          |
| 1979         | 240-Robert                              | Brad                                     | Episodul: "Poison Air"                               |
| 1980         | The White Shadow                        | Uri Kogenski                             | Episodul: "The Russians Are Coming"                  |
| 1983         | The Powers of Matthew Star              | Brad                                     | Episodul: "The Road Rebels"                          |
| 1983         | September Gun                           | Brian Brian                              | Film de televiziune                                  |
| 1983         | The Jeffersons                          | Frank                                    | Episodul: "I Do, I Don't"                            |
| 1983         | High School U.S.A.                      | Dirty Curt                               | Film de televiziune                                  |
| 1987         | The Twilight Zone                       | Nick Gatlin (Segment: "Shelter Skelter") | Episodul: "Joy Ride/Shelter Skelter/Private Channel" |
| 1987         | Cagney & Lacey                          | Hands Callahan                           | Episodul: "The City is Burning"                      |
| 1988         | Tattingers                              | Rick Jurasky                             | 2 episoade                                           |
| 1989         | Paradise                                | Emmett                                   | Episodul: "Dead Run"                                 |
| 1990         | Falcon Crest                            | Stone                                    | Episodul: "Finding Lauren"                           |
| 1990         | Jake and the Fatman                     | Lenny Maddox                             | Episodul: "By Myself"                                |
| 1990         | Tour of Duty                            | Maj. Rex Chapman, USAF                   | Episodul: "The Raid"                                 |
| 1990         | Rainbow Drive                           | Azzolini                                 | Film de televiziune                                  |
| 1991         | Quantum Leap                            | Flash McGrath                            | Episodul: "Glitter Rock–April 12, 1974"              |
| 1991         | Fever                                   | Bobby                                    | Film de televiziune                                  |
| 1992         | L.A. Law                                | Dr. Harold Benson                        | Episodul: "I'm Ready for My Closeup, Mr. Markowitz"  |
| 1992         | Four Eyes and Six Guns                  |                                          | Film de televiziune                                  |
| 1992–1994    | Martin                                  | Shawn McDermott                          | 54 de episoade                                       |
| 1993         | Bakersfield P.D.                        | Ray Coombs                               | Episodul: "A Bullet for Stiles"                      |
| 1994         | The X-Files                             | Salvatore Matola                         | Episodul: "Sleepless"                                |
| 1994         | Beverly Hills, 90210                    | Mr. Trilling, Dope Dealer                | 4 episoade                                           |
| 1995         | Chicago Hope                            | Jack Kimball                             | Episodul: "Hello Goodbye"                            |
| 1995         | Strange Luck                            | Henry Bloom                              | Episodul: "Last Chance"                              |
| 1995         | Seinfeld                                | Homeless Man                             | Episodul: "The Beard"                                |
| 1996         | Race Against Time: The Search for Sarah | Steve                                    | Film de televiziune                                  |
| 1996–2000    | The Pretender                           | Broots                                   | 82 de episoade                                       |
| 1998         | Seinfeld                                | Rusty                                    | Episodul: "The Bookstore"                            |
| 2001         | The Pretender 2001                      | Broots                                   | Film de televiziune                                  |
| 2001         | ER                                      | Defense Attorney Marty Nesmith           | Episodul: "Fear of Commitment"                       |
| 2001         | The Pretender: Island of the Haunted    | Broots                                   | Film de televiziune                                  |
| 2002         | 24                                      | Joseph Wald                              | Episodul: "Day 2: 11:00 a.m.-12:00 p.m."             |
| 2003–2005    | Carnivàle                               | Texas Ranger                             | 2 episoade                                           |
| 2004         | Las Vegas                               | Greg Walker                              | Episodul: "Sons and Lovers"                          |
| 2007–2010    | Lost                                    | Roger Linus                              | 6 episoade                                           |
| 2008         | CSI: NY                                 | Jim Warren                               | Episodul: "The Box"                                  |
| 2010         | Cold Case                               | Bill Shepard '78                         | 2 episoade                                           |
| 2010         | Sons of Anarchy                         | Passport Forger                          | Episodul: "So"                                       |
| 2010         | Psych                                   | Strabinsky                               | Episodul: "One, Maybe Two, Ways Out"                 |
| 2010         | Nikita                                  | The Engineer                             | Episodul: "Dark Matter"                              |
| 2010         | Supernatural                            | Martin Creaser                           | 2 episoade                                           |
| 2011         | Hawaii Five-0                           | Liam Miller                              | Episodul: "Lapa'au"                                  |
| 2012         | Dr. Fubalous                            | Dr. Reed                                 | 2 episoade                                           |
| 2012         | Napoleon Dynamite                       | Uncle Rico                               | 6 episoade                                           |
| 2012         | BlackBoxTV                              | Dad                                      | Episodul: "Silverwood: The Hunger"                   |
| 2013–2014    | The Bridge                              | Bob                                      | 7 episoade                                           |
| 2014         | Criminal Minds                          | Clifford Walsh                           | Episodul: "The Road Home"                            |
| 2016–present | Dream Corp LLC                          | Dr. Roberts                              | 20 de episoade                                       |
| 2021         | The White Lotus                         | Greg                                     |                                                      |